# Адміністративний устрій Ізмаїльського району (до 2020 року)
Адміністративний устрій Ізмаїльського району — адміністративно-територіальний поділ Ізмаїльського району Одеської області на 1 селищну та 18 сільських рад, які об'єднують 23 населені пункти та підпорядковані Ізмаїльській районній раді. Адміністративний центр — місто Ізмаїл, яке є містом обласного значення і не входить до складу району..

## Список радІзмаїльського району
| №  | Назва                           | Центр               | Населені пункти                  | Площа км² | Місце за площею | Населення (2001), чол. | Місце за населенням | Розташування |
| -- | ------------------------------- | ------------------- | -------------------------------- | --------- | --------------- | ---------------------- | ------------------- | ------------ |
| 1  | Суворовська селищна рада        | смт Суворове        | смт Суворове                     |           |                 |                        |                     |              |
| 2  | Багатянська сільська рада       | с. Багате           | с. Багате                        |           |                 |                        |                     |              |
| 3  | Бросківська сільська рада       | с. Броска           | с. Броска                        |           |                 |                        |                     |              |
| 4  | Каланчацька сільська рада       | c. Каланчак         | c. Каланчак с. Новокаланчак      |           |                 |                        |                     |              |
| 5  | Кам'янська сільська рада        | c. Кам'янка         | c. Кам'янка с. Новокам'янка      |           |                 |                        |                     |              |
| 6  | Кирничанська сільська рада      | c. Кирнички         | c. Кирнички                      |           |                 |                        |                     |              |
| 7  | Кислицька сільська рада         | c. Кислиця          | c. Кислиця                       |           |                 |                        |                     |              |
| 8  | Комишівська сільська рада       | c. Комишівка        | c. Комишівка                     |           |                 |                        |                     |              |
| 9  | Ларжанська сільська рада        | c. Ларжанка         | c. Ларжанка                      |           |                 |                        |                     |              |
| 10 | Лощинівська сільська рада       | c. Лощинівка        | c. Лощинівка                     |           |                 |                        |                     |              |
| 11 | Матроська сільська рада         | c. Матроська        | c. Матроська                     |           |                 |                        |                     |              |
| 12 | Муравлівська сільська рада      | c. Муравлівка       | c. Муравлівка                    |           |                 |                        |                     |              |
| 13 | Новонекрасівська сільська рада  | c. Нова Некрасівка  | c. Нова Некрасівка               |           |                 |                        |                     |              |
| 14 | Новопокровська сільська рада    | c. Нова Покровка    | c. Нова Покровка                 |           |                 |                        |                     |              |
| 15 | Озерненська сільська рада       | c. Озерне           | c. Озерне с. Новоозерне          |           |                 |                        |                     |              |
| 16 | Першотравнева сільська рада     | c. Першотравневе    | c. Першотравневе                 |           |                 |                        |                     |              |
| 17 | Саф'янівська сільська рада      | c. Саф'яни          | c. Саф'яни                       |           |                 |                        |                     |              |
| 18 | Старонекрасівська сільська рада | c. Стара Некрасівка | c. Стара Некрасівка с. Дунайське |           |                 |                        |                     |              |
| 19 | Утконосівська сільська рада     | c. Утконосівка      | с. Утконосівка                   |           |                 |                        |                     |              |

* Примітки: м. — місто, с-ще — селище, смт — селище міського типу, с. — село